# Deaflympics
Ne doit pas être confondu avec Jeux paralympiques ou Jeux olympiques spéciaux.

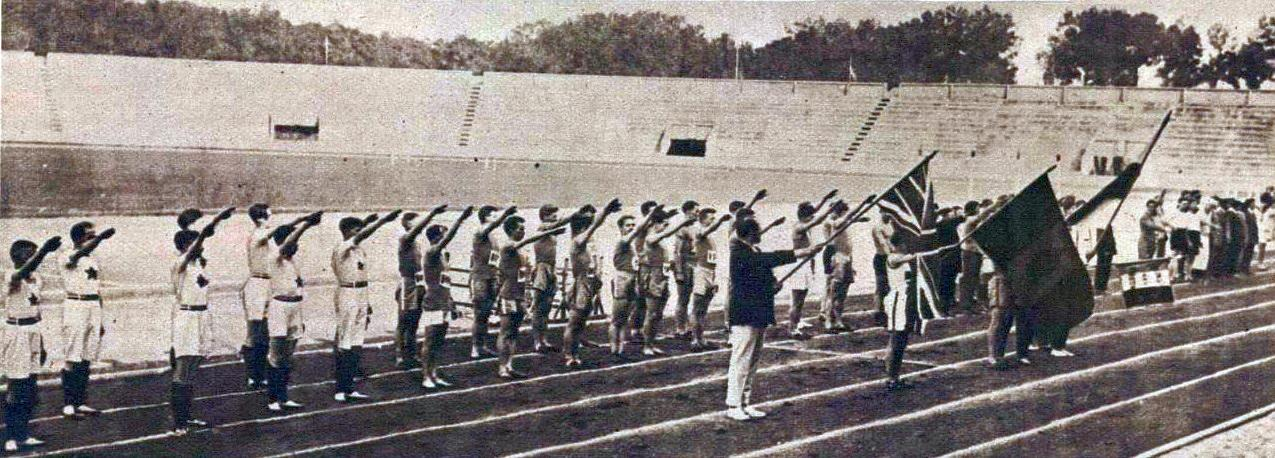
Premiers Deaflympics 1924 à Paris, prestation du serment olympique des délégations au stade Pershing.

Les Deaflympics (appelés aussi Jeux olympiques des sourds) ont lieu tous les quatre ans, et sont la plus ancienne compétition multisports après les Jeux olympiques.  Seuls les athlètes ayant un seuil d'audition de moins de 55 décibels et ne disposant pas de dispositif de correction auditif peuvent participer. Les athlètes disposant d'un capital auditif supérieur à 55 décibels d'audition concourent avec les valides. Les premiers Jeux olympiques des sourds ont eu lieu à Paris en 1924.

## Histoire

### Ses débuts
Eugène Rubens-Alcais et ses amis ont organisé pour la première fois des Jeux olympiques pour les Sourds - alors appelés Jeux internationaux silencieux - à Paris en 1924, réussissant à attirer 8 autres nations. Eugène Rubens-Alcais, Antoine Dresse et les autres sourds ont ensuite créé le Comité international des sports silencieux (CISS), chargé d'organiser les Deaflympics.
Le Comité international des sports des Sourds a ensuite décidé de décaler les 3e International Silent Games, prévus initialement en 1932, à 1931 pour séparer les Jeux olympiques qui ont donc eu lieu en 1932. En 1939 aux Deaflympics d'été, Gustave-Adolphe de Suède est présent. C'est ainsi la première fois que les Deaflympics accueillent une représentation royale.

### Après la guerre
La Seconde guerre mondiale débute après les Deaflympics d'été de 1939 et, tout comme pour les JO d'été et d'hiver, elle provoque la suspension des Deaflympics d'été. Les Deaflympics d'été reprennent en 1949 et les Deaflympics d'hiver sont créés en janvier de la même année.
Eugène Rubens-Alcais, le premier président du Comité international des sports des Sourds qui exerce ses fonctions de 1924 à 1953, meurt le 8 mars 1963, quelques jours avant  l'ouverture des Deaflympics d'hiver de 1963. Le drapeau du Comité international des sports des Sourds est alors en berne pour la mort de Eugène Rubens-Alcais, le fondateur des Deaflympics.
En 1981, Juan Antonio Samaranch est le premier président du Comité international olympique à assister aux Deaflympics. Il s'agit des Deaflympics d'été de 1981 à Cologne, en Allemagne.
Pendant le 34e congrès à Helsinki, le Comité international des sports des Sourds vote à l'unanimité le retrait du Comité international paralympique et devient indépendant. Cependant, le Comité international olympique continue de le soutenir.

## Organisation

### Comité international des sports des sourds
(novembre 2018).
Le Comité international des sports des sourds (CISS), ou The International Committee of Sports for the Deaf en anglais (ICSD), est une organisation créée par le Français Eugène Rubens-Alcais et le Belge Antoine Dresse le 16 août 1924, pour organiser les Deaflympics tous les quatre ans, en alternant tous les deux ans Jeux d'été et Jeux d'hiver.

## Condition de participation
- Seuls les athlètes possédant un seuil d'audition de moins de 55 décibels peuvent participer aux Deaflympics.
- Les athlètes ne doivent pas porter d'audioprothèses ou d'aides auditives pendant les Deaflympics.

## Localisation des éditions des Deaflympics
|                                                    | Deaflympics d'été | Deaflympics d'été             | Deaflympics d'été | Deaflympics d'été        |    | Deaflympics d'hiver                    | Deaflympics d'hiver | Deaflympics d'hiver      | Deaflympics d'hiver |
| -------------------------------------------------- | ----------------- | ----------------------------- | ----------------- | ------------------------ | -- | -------------------------------------- | ------------------- | ------------------------ | ------------------- |
| Année                                              | No                | Ville hôte, Pays              | Continent         | Nbre athlètes, Nbre Pays | No | Ville hôte, Pays                       | Continent           | Nbre athlètes, Nbre Pays |                     |
| 1924                                               | 1                 | Paris, France                 | Europe            | 148, 9 pays              |    |                                        |                     |                          |                     |
| 1928                                               | 2                 | Amsterdam, Pays-Bas           | Europe            | 212, 10 pays             |    |                                        |                     |                          |                     |
| 1931                                               | 3                 | Nuremberg , Allemagne         | Europe            | 316, 14 pays             |    |                                        |                     |                          |                     |
| 1935                                               | 4                 | Londres, Royaume-Uni          | Europe            | 221, 12 pays             |    |                                        |                     |                          |                     |
| 1939                                               | 5                 | Stockholm, Suède              | Europe            | 250, 13 pays             |    |                                        |                     |                          |                     |
| Suspension en raison de la Seconde Guerre mondiale |                   |                               |                   |                          |    |                                        |                     |                          |                     |
| Hiver 1949 & Été 1949                              | 6                 | Copenhague, Danemark          | Europe            | 391, 14 pays             | 1  | Seefeld in Tirol, Autriche             | Europe              | 33, 5 pays               |                     |
| Hiver 1953 & Été 1953                              | 7                 | Bruxelles, Belgique           | Europe            | 473, 16 pays             | 2  | Oslo, Norvège                          | Europe              | 44, 6 pays               |                     |
| 1955                                               |                   |                               |                   |                          | 3  | Oberammergau, Allemagne de l'Ouest     | Europe              | 59, 8 pays               |                     |
| 1957                                               | 8                 | Milan, Italie                 | Europe            | 635, 25 pays             |    |                                        |                     |                          |                     |
| 1959                                               |                   |                               |                   |                          | 4  | Crans-Montana, Suisse                  | Europe              | 53, 9 pays               |                     |
| 1961                                               | 9                 | Helsinki, Finlande            | Europe            | 613, 24 pays             |    |                                        |                     |                          |                     |
| 1963                                               |                   |                               |                   |                          | 5  | Åre, Suède                             | Europe              | 60, 9 pays               |                     |
| 1965                                               | 10                | Washington DC, États-Unis     | Amériques         | 687, 27 pays             |    |                                        |                     |                          |                     |
| 1967                                               |                   |                               |                   |                          | 6  | Berchtesgaden, Allemagne de l'Ouest    | Europe              | 77, 12 Pays              |                     |
| 1969                                               | 11                | Belgrade, Yougoslavie         | Europe            | 1189, 33 pays            |    |                                        |                     |                          |                     |
| 1971                                               |                   |                               |                   |                          | 7  | Adelboden, Suisse                      | Europe              | 92, 13 pays              |                     |
| 1973                                               | 12                | Malmö, Suède                  | Europe            | 1116, 31 pays            |    |                                        |                     |                          |                     |
| 1975                                               |                   |                               |                   |                          | 8  | Lake Placid (New York), États-Unis     | Amériques           | 139, 13 pays             |                     |
| 1977                                               | 13                | Bucarest, Roumanie            | Europe            | 1150, 32 pays            |    |                                        |                     |                          |                     |
| 1979                                               |                   |                               |                   |                          | 9  | Méribel, France                        | Europe              | 113, 14 pays             |                     |
| 1981                                               | 14                | Cologne, Allemagne de l'Ouest | Europe            | 1198, 32 pays            |    |                                        |                     |                          |                     |
| 1983                                               |                   |                               |                   |                          | 10 | Madonna di Campiglio, Italie           | Europe              | 147, 15 pays             |                     |
| 1985                                               | 15                | Los Angeles États-Unis        | Amériques         | 995, 29 pays             |    |                                        |                     |                          |                     |
| 1987                                               |                   |                               |                   |                          | 11 | Oslo, Norvège                          | Europe              | 129, 15 pays             |                     |
| 1989                                               | 16                | Christchurch Nouvelle-Zélande | Asie-Pacifique    | 955, 30 pays             |    |                                        |                     |                          |                     |
| 1991                                               |                   |                               |                   |                          | 12 | Banff, Canada                          | Amériques           | 181, 16 pays             |                     |
| 1993                                               | 17                | Sofia, Bulgarie               | Europe            | 1679, 52 pays            |    |                                        |                     |                          |                     |
| 1995                                               |                   |                               |                   |                          | 13 | Ylläs, Finlande                        | Europe              | 258, 18 pays             |                     |
| 1997                                               | 18                | Copenhague, Danemark          | Europe            | 2028, 65 pays            |    |                                        |                     |                          |                     |
| 1999                                               |                   |                               |                   |                          | 14 | Davos, Suisse                          | Europe              | 265, 18 pays             |                     |
| 2001                                               | 19                | Rome, Italie                  | Europe            | 2208, 67 pays            |    |                                        |                     |                          |                     |
| 2003                                               |                   |                               |                   |                          | 15 | Sundsvall, Suède                       | Europe              | 247, 21 pays             |                     |
| 2005                                               | 20                | Melbourne, Australie          | Asie-Pacifique    | 2038, 63 pays            |    |                                        |                     |                          |                     |
| 2007                                               |                   |                               |                   |                          | 16 | Salt Lake City, États-Unis             | Amériques           | 298, 23 pays             |                     |
| 2009                                               | 21                | Taipei, Taiwan                | Asie-Pacifique    | 2670, 80 pays            |    |                                        |                     |                          |                     |
| 2011                                               |                   |                               |                   |                          | 17 | Vysoké Tatry (ville), Slovaquie Annulé | Europe              | Annulé                   |                     |
| 2013                                               | 22                | Sofia, Bulgarie               | Europe            | 2879, 90 pays            |    |                                        |                     |                          |                     |
| 2015                                               |                   |                               |                   |                          | 18 | Khanty-Mansiïsk, Russie                | Europe              | 344, 27 pays             |                     |
| 2017                                               | 23                | Samsun, Turquie               | Europe            |                          |    |                                        |                     |                          |                     |
| 2019                                               |                   |                               |                   |                          | 19 | Valteline, Italie                      | Europe              |                          |                     |
| 2021                                               | 24                | Caxias do Sul, Brésil         | Amériques         |                          |    |                                        |                     |                          |                     |
| 2024                                               |                   |                               |                   |                          | 20 | Erzurum, Turquie                       | Europe              |                          |                     |
| 2025                                               | 25                | Tokyo, Japon                  | Asie-Pacifique    |                          |    |                                        |                     |                          |                     |
| 2027                                               |                   |                               |                   |                          | 21 | Innsbruck, Autriche                    | Europe              |                          |                     |